# Suore della carità di Nostra Signora
Le Suore della Carità di Nostra Signora, dette di Évron (in francese Sœurs de la Charité de Notre-Dame d'Évron), sono un istituto religioso femminile di diritto pontificio: i membri di questa congregazione pospongono al loro nome la sigla S.C.E.

## Storia
La congregazione fu fondata nel 1682 a La Chapelle-au-Riboul dalla giovane vedova Perrine Brunet per l'educazione della gioventù nelle aree rurali e per l'assistenza domiciliare e ospedaliera agli ammalati.
Le religiose dovettero affrontare numerose difficoltà durante la Rivoluzione francese (due suore, Françoise Tréhet e Jeanne Véron, morirono sulla ghigliottina e sono commemorate tra i beati martiri di Laval); dopo la Restaurazione la congregazione fu ristabilita a Évron.
A causa delle leggi anticongregazioniste, numerose suore si trasferirono in Inghilterra e in Canada: nel 1957 fu aperta la prima missione in Costa d'Avorio.
L'istituto ottenne il pontificio decreto di lode il 30 settembre 1843 e l'approvazione definitiva il 17 luglio 1921.

## Attività e diffusione
Le suore si dedicano all'istruzione e all'educazione cristiana della gioventù, alla cura di anziani e malati, alle opere sociali.
Sono presenti in Europa (Francia, Regno Unito), nelle Americhe (Canada, Perù) e in Africa (Burkina Faso, Costa d'Avorio); la sede generalizia è a Évron.
Alla fine del 2008 la congregazione contava 247 religiose in 44 case.